# Charles E. Caouette
Pour les articles homonymes, voir Caouette.
Charles E. Caouette, né le 17 février 1933 à Thetford Mines et mort le 2 mai 2023 à Montréal, est un professeur honoraire du Département de psychologie de l'Université de Montréal. Il est rattaché à l'option psychologie de l'éducation, qu'il fonde en 1968. Il a cofondé l'École alternative Jonathan (1974) et fondé l'École alternative Le Vitrail (2001).

## Historique
Charles Eugène Caouette, né le 17 février 1933 à Thetford Mines et mort le 2 mai 2023 à Montréal, a fait partie de la mission franco-québécoise pour la Prospective et l'Innovation en Éducation; le rapport de cette mission a été publié, en 1976, sous le titre École de demain.
En 1974, il fonde avec Denise Gaudet l'École alternative Jonathan, la pionnière des écoles publiques alternatives au Québec.
En 1975, Charles Caouette crée la corporation CETEC inc. et participe à la mise sur pied de deux fermes éducatives pour décrocheurs; l'une en Abitibi, l'autre en Gaspésie. Il représente le Canada au Colloque international sur la Participation et l'Autogestion, organisé par l'Unesco et tenu à Belgrade en 1975. L'année suivante, il participe à un stage en Chine populaire sur l'éducation, le travail et la santé.
Comme professeur au Département de psychologie de l'Université de Montréal, il fonde l'option  psychologie de l'éducation en 1968, de même que le projet Apprentissages significatifs et intégrés dans une perspective d'éducation continue (ASIPEC) en 1976, dans lequel il applique le modèle d'auto-formation assistée à la formation des psychologues scolaires,.
En septembre 2001, il fonde l'école Le Vitrail, la première école secondaire alternative de la Commission scolaire de Montréal. Il met également sur pied la Fondation Le Vitrail, dont le but est d'aider l'école Le Vitrail et d'autres projets éducatifs partageant la même philosophie et le même projet de société.
Charles Caouette a publié de nombreux articles et collaboré à divers ouvrages collectifs, dont La qualité en éducation, Éducation en milieu urbain et Construire un espace commun. Il est aussi l'auteur du livre Si on parlait d'éducation. Pour un nouveau projet de société (1992), publié chez VLB éditeur, et de l'ouvrage Éduquer. Pour la vie!, (1997), publié aux Éditions Écosociété.
Conférencier recherché, il est invité dans différentes universités du Québec et lors de divers congrès internationaux aux États-Unis, en France, en Belgique, en Suisse, aux Philippines, au Brésil et en Italie. Au Québec, il est surtout reconnu pour ses travaux et ses positions sur l'enfance inadaptée, les décrocheurs, l'éducation en milieu défavorisé, et, enfin, le mouvement alternatif en éducation, du niveau primaire jusqu'au niveau universitaire. Il s'est également prononcé sur l'amélioration de la qualité de vie dans les milieux de travail et d'éducation, la transcendance, l'éducation à la citoyenneté mondiale et sur les vieillesses alternatives.

## Publications
Charles Caouette a publié deux livres et de nombreux articles, de même qu'il a collaboré à divers ouvrages collectifs:
- La qualité en éducation (Faculté des sciences de l’éducation, Université de Montréal, 1985);
- Éducation en milieu urbain (PUM, 1985)  (ISBN 2-7606-0719-4);
- Construire un espace commun (Institut québécois de recherche sur la culture, 1991)  (ISBN 2892241685);
- D’espoir et d’éducation (Les Intouchables, 1996)  (ISBN 2921775158).
- Si on parlait d’éducation. Pour un nouveau projet de société (VLB éditeurs, 1992)  (ISBN 9782890055223);
- Éduquer. Pour la vie! (Écosociété, 1997/2016)  (ISBN 9782897193027).
- Caouette, C. E. (1978). De l'autonomie à l'autogestion : un projet de socialisation de l'enfant (Réflexions sur l'école-recherche Jonathan). Sociologie et sociétés, 10(1), 167–184. https://doi.org/10.7202/001116ar.
- Caouette. C.E. (1997). Reprendre en main sa mission éducative et sociale. Pédagogie collégiale, 10(4), 7-p. https://eduq.info/xmlui/bitstream/handle/11515/21048/caouette_charles_10_4.pdf?sequence=1&isAllowed=y
- Caouette, C.E. et Bégin, H. (1989). Relation éducative et pouvoir, Revue québécoise de psychologie, 10(1), 87-89.
- Caouette, C.E. et Souchereau, C. (1986). De l'école alternative à l'école secondaire: le rendement scolaire. Dans R.A. Cormier et M. Gagnon (dir.) Innovations en éducation au Québec (pp. 157-176). Presses de l'Université du Québec.
- Paquette, H. et Caouette, C.E. (1978). Expérimentation d’un nouveau modèle pédagogique pour la formation des professionnels en sciences humaines appliquées. Revue des sciences de l'éducation, 4(3), 443–457. https://doi.org/10.7202/900091ar.